# (6894) Macreid
(6894) Macreid est un astéroïde de la ceinture principale.

## Description
(6894) Macreid est un astéroïde de la ceinture principale. Il fut découvert le 5 septembre 1986 à l'observatoire Palomar par Eleanor Francis Helin. Il présente une orbite caractérisée par un demi-grand axe de 2,65 UA, une excentricité de 0,08 et une inclinaison de 21,2° par rapport à l'écliptique.

## Compléments